# صالحية (طهران)
صالحية (بالفارسية: صالحیه) هي مدينة تقع في إيران في Golestan District. يقدر عدد سكانها بـ 54,218 نسمة .